# Championnat de Corée du Sud de football 2003
Navigation
Saison précédente Saison suivante
La saison 2003 du Championnat de Corée du Sud de football était la 21e édition de la première division sud-coréenne à poule unique, la K-League. Douze clubs prennent part au championnat au sein d'une poule unique, où toutes les équipes se rencontrent quatre fois au cours de la saison, deux fois à domicile et deux fois à l'extérieur. Il n'y a pas de relégation en fin de saison.
C'est le club de Seongnam Ilhwa Chunma, double tenant du titre, qui remporte à nouveau la compétition cette saison en terminant en tête du classement final du championnat, avec 18 points d'avance sur le club d'Ulsan Hyundai Horang-i et 19 sur les Suwon Samsung Bluewings. C'est le 6e titre de champion de Corée du Sud de l'histoire du club.
À compter de cette saison, le vainqueur de la Coupe de Corée du Sud (ou le finaliste si un club réussit le doublé Coupe-championnat) se qualifie également pour la Ligue des champions de l'AFC.

## Les 12 clubs participants
En italique, les clubs qui intègrent la K-League cette saison.
| - Bucheon SK - Busan I'Cons - Ulsan Hyundai Horang-i - Pohang Steelers - Suwon Samsung Bluewings - Daegu FC | - Anyang LG Cheetahs - Seongnam Ilhwa Chunma - Chonbuk Hyundai Motors - Chunnam Dragons - Daejeon Citizen - Gwangju Sangmu Phoenix |

## Compétition
Le barème utilisé pour déterminer le classement se décompose ainsi :
- Victoire : 3 points
- Match nul : 1 point
- Défaite : 0 point

### Classement
| Rang | Équipe                   | Pts | J  | G  | N  | P  | Bp | Bc | Diff |
| ---- | ------------------------ | --- | -- | -- | -- | -- | -- | -- | ---- |
| 1    | Seongnam Ilhwa Chunma T  | 91  | 44 | 27 | 10 | 7  | 85 | 50 | +35  |
| 2    | Ulsan Hyundai Horangi    | 73  | 44 | 20 | 13 | 11 | 63 | 44 | +19  |
| 3    | Suwon Samsung Bluewings  | 72  | 44 | 19 | 15 | 10 | 59 | 46 | +13  |
| 4    | Chunnam Dragons          | 71  | 44 | 17 | 20 | 7  | 65 | 48 | +17  |
| 5    | Chonbuk Hyundai Motors C | 69  | 44 | 18 | 15 | 11 | 72 | 58 | +14  |
| 6    | Daejeon Citizen          | 65  | 44 | 18 | 11 | 15 | 50 | 51 | -1   |
| 7    | Pohang Steelers          | 64  | 44 | 17 | 13 | 14 | 53 | 46 | +7   |
| 8    | Anyang LG Cheetahs       | 56  | 44 | 14 | 14 | 16 | 69 | 68 | +1   |
| 9    | Busan I'Cons             | 49  | 44 | 13 | 10 | 21 | 41 | 71 | -30  |
| 10   | Gwangju Sangmu Phoenix   | 46  | 44 | 13 | 7  | 24 | 41 | 60 | -19  |
| 11   | Daegu FC                 | 37  | 44 | 7  | 16 | 21 | 38 | 60 | -22  |
| 12   | Bucheon SK               | 21  | 44 | 3  | 12 | 29 | 39 | 73 | -34  |

|  | Qualification pour la Ligue des champions de l'AFC 2004   |
|  | T Tenant du titre C Vainqueur de la Coupe de Corée du Sud |

## Bilan de la saison
| Championnat de Corée du Sud de football 2003 |                                  |
| Champion                                     | Seongnam Ilhwa Chunma (6e titre) |
| Coupes et trophées                           |                                  |
| Vainqueur de la Coupe de Corée du Sud 2003   | Chonbuk Hyundai Motors           |
| Qualifications continentales                 |                                  |
| Ligue des champions de l'AFC 2004            | Seongnam Ilhwa Chunma            |
| Ligue des champions de l'AFC 2004            | Chonbuk Hyundai Motors           |
| Promotions et relégations                    |                                  |
| Promus en K-League                           | Aucun                            |
| Relégués en K2-League                        | Aucun                            |